# Бюст Антиноя-Диониса (Эрмитаж)
Бюст Антиноя-Диониса в Эрмитаже — мраморный скульптурный портрет фаворита и возлюбленного римского императора Адриана Антиноя с венком из веток и шишек сосны пинии на голове. Этот образ традиционно отождествляется с богом Дионисом-Вакхом. Он считается одним из самых значимых антиков в собрании Эрмитажа.

## Описание
После трагической гибели в 130 году н. э. своего фаворита и возлюбленного Антиноя римский император Адриан обожествил его. До самой смерти правителя в 138 году н. э. по всей стране создавались многочисленные скульптуры юноши. Часто это были портреты в образе какого-либо бога, особенно часто — Диониса, культ которого был связан с возрождением. Так неизвестный римский мастер создал и статую Антиноя, бюст которой ныне хранится в Эрмитаже. Он имеет все традиционные черты изображения фаворита: слегка наклонённая голова, крупные, строгие черты округлого лица, крупные растрёпанные локоны волос, большой прямой нос, пухлые губы, прямые расчерченные волосками брови, мечтательное, томное, меланхоличное выражением глаз.
Отождествление портрета с Дионисом оспаривается некоторыми исследователями. Они указывают, что существовала отдельная традиция изображение Антиноя-Диониса с венком из плюща или виноградной лозы на голове. А ветки сосны пинии могут предполагать образ сатира, Сильвана или Аттиса, посвящённые плодородию и возрождению, культы которых оказали значительное влияние на почитание Антиноя.

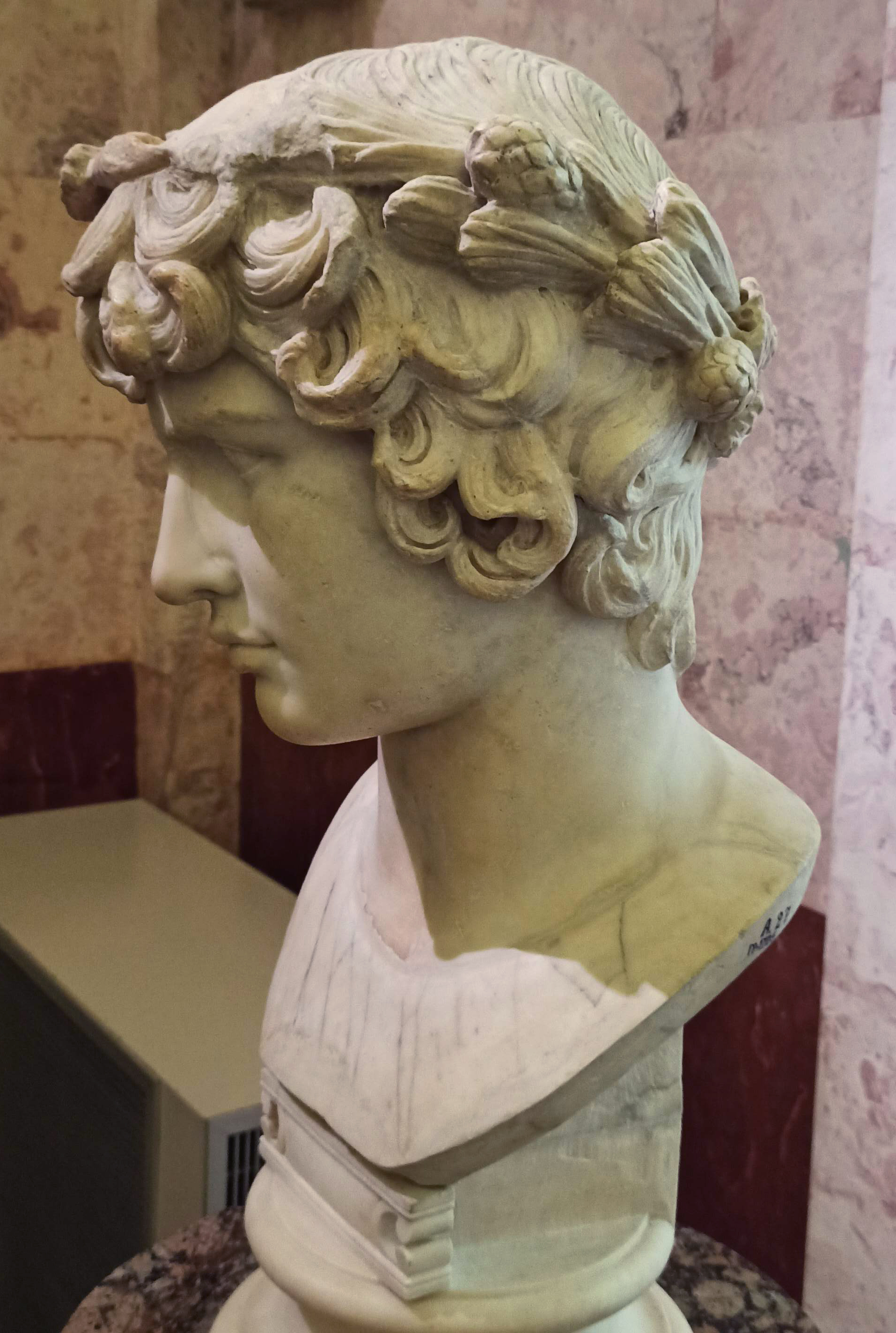
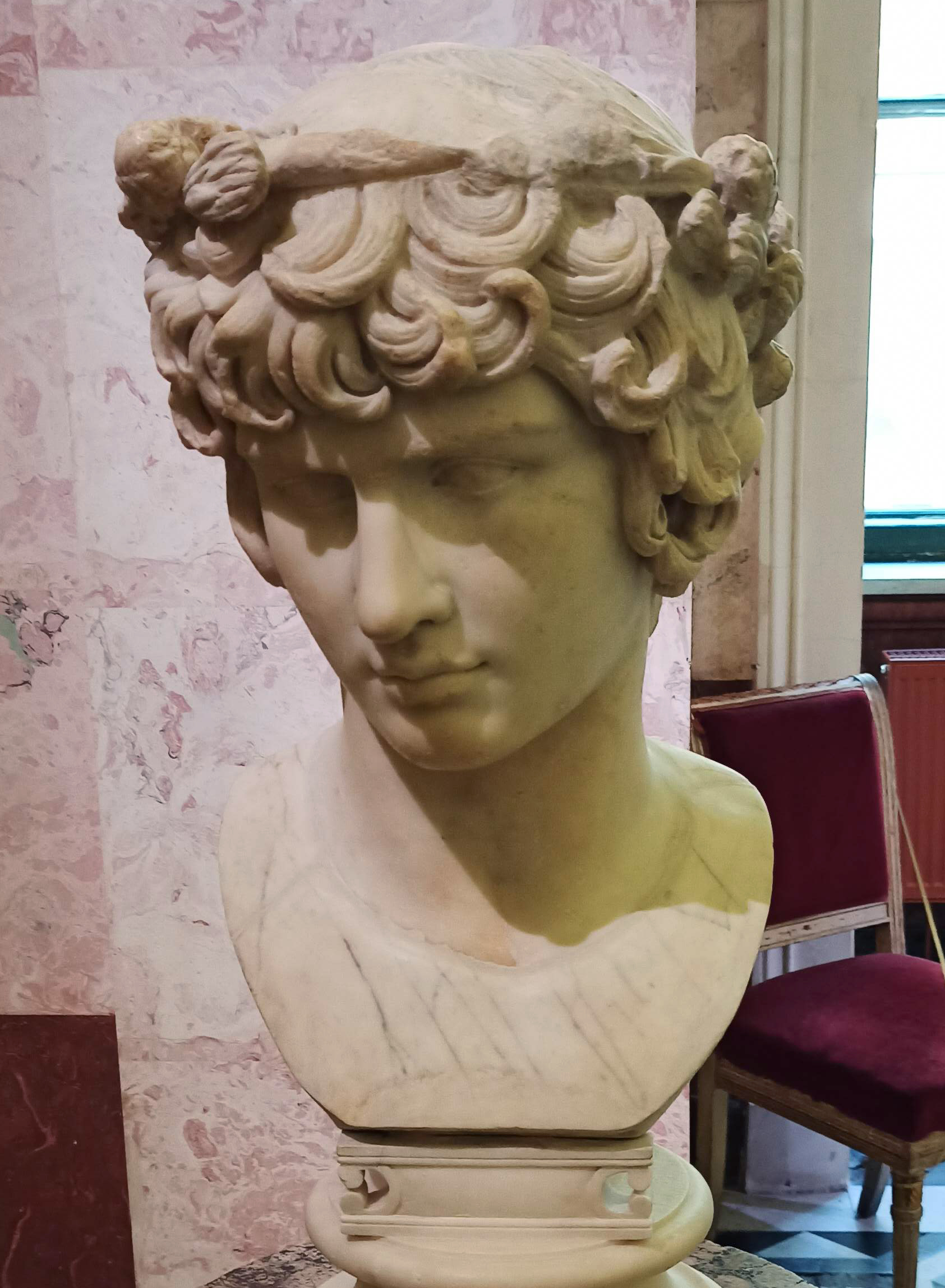
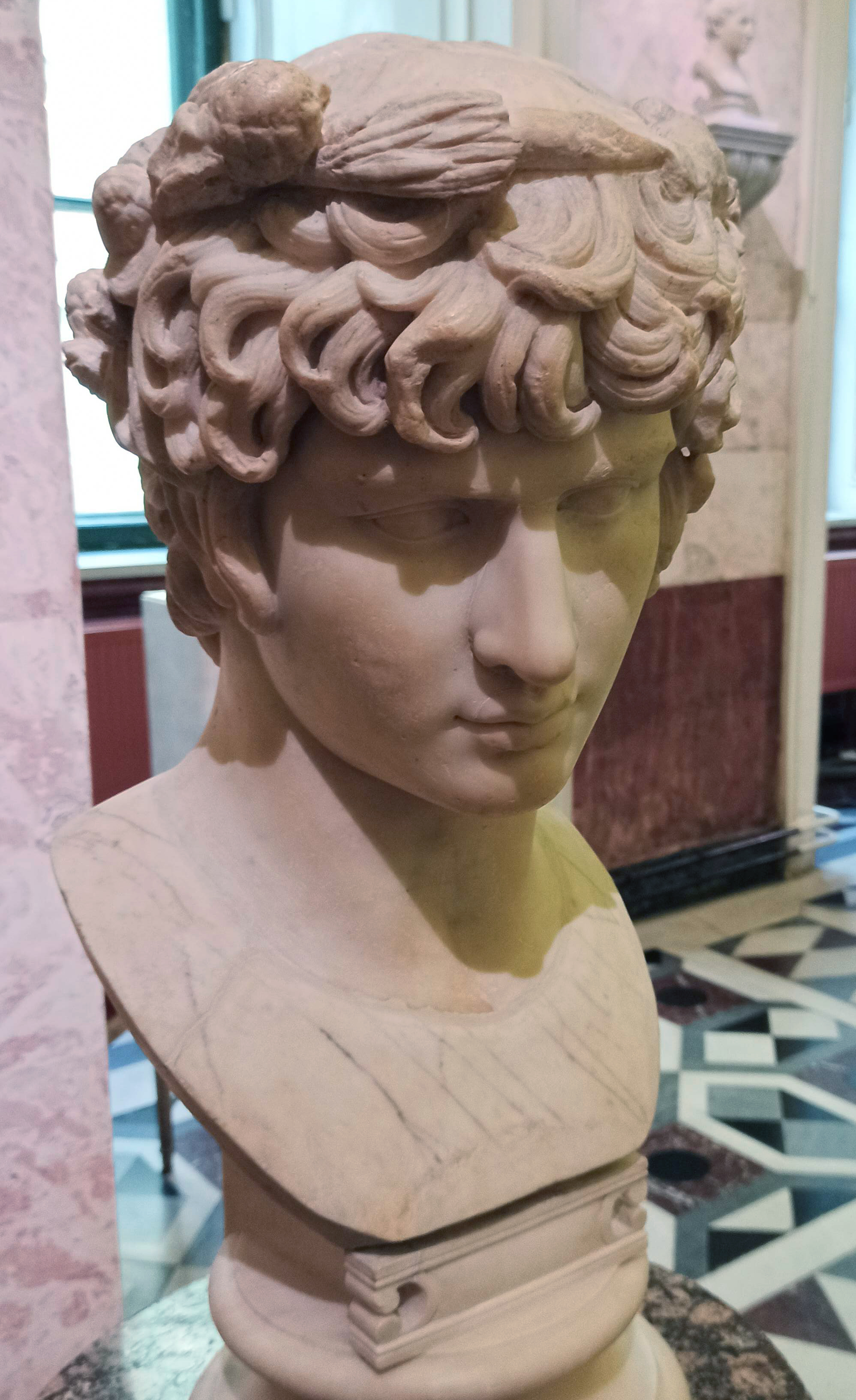
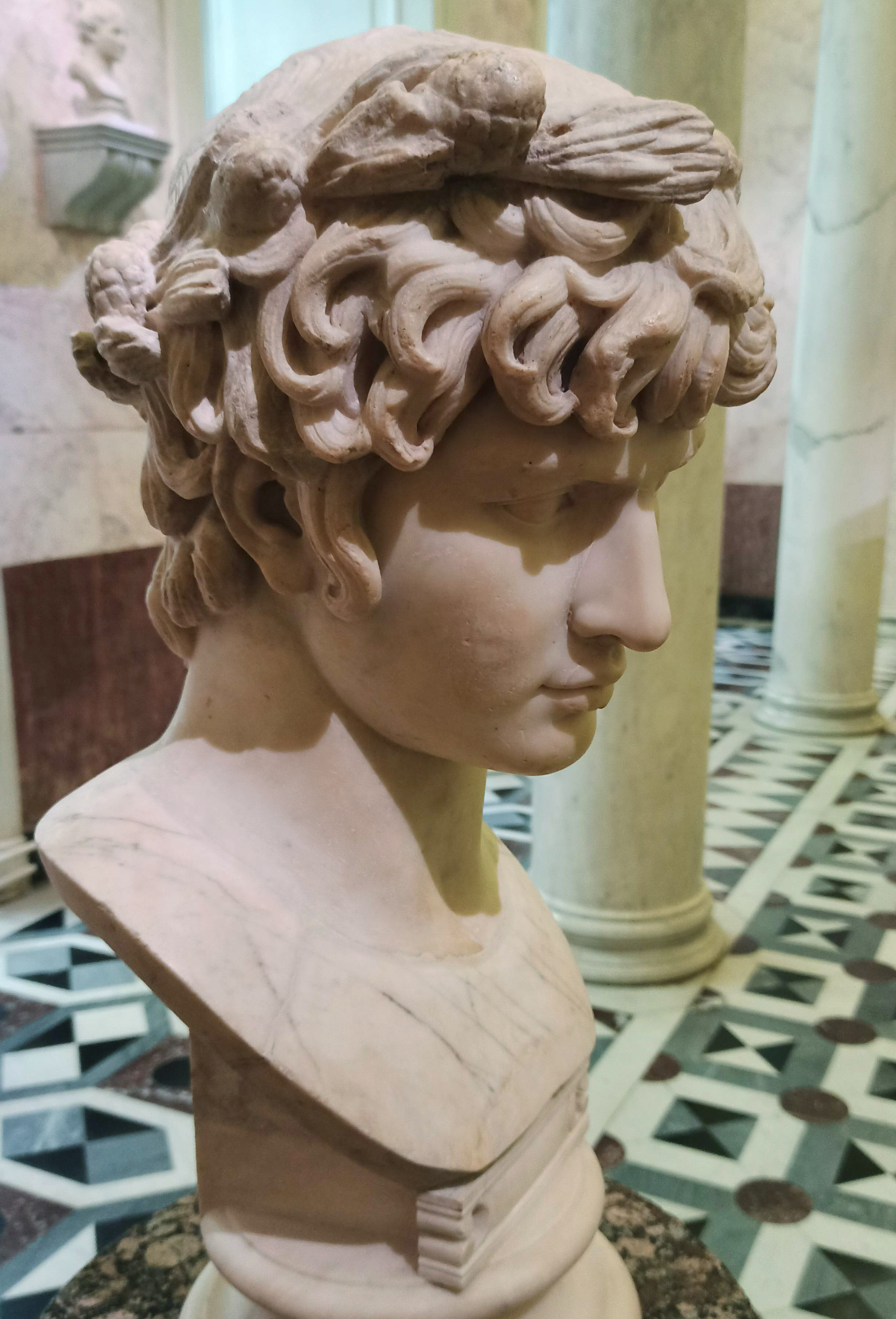

## История

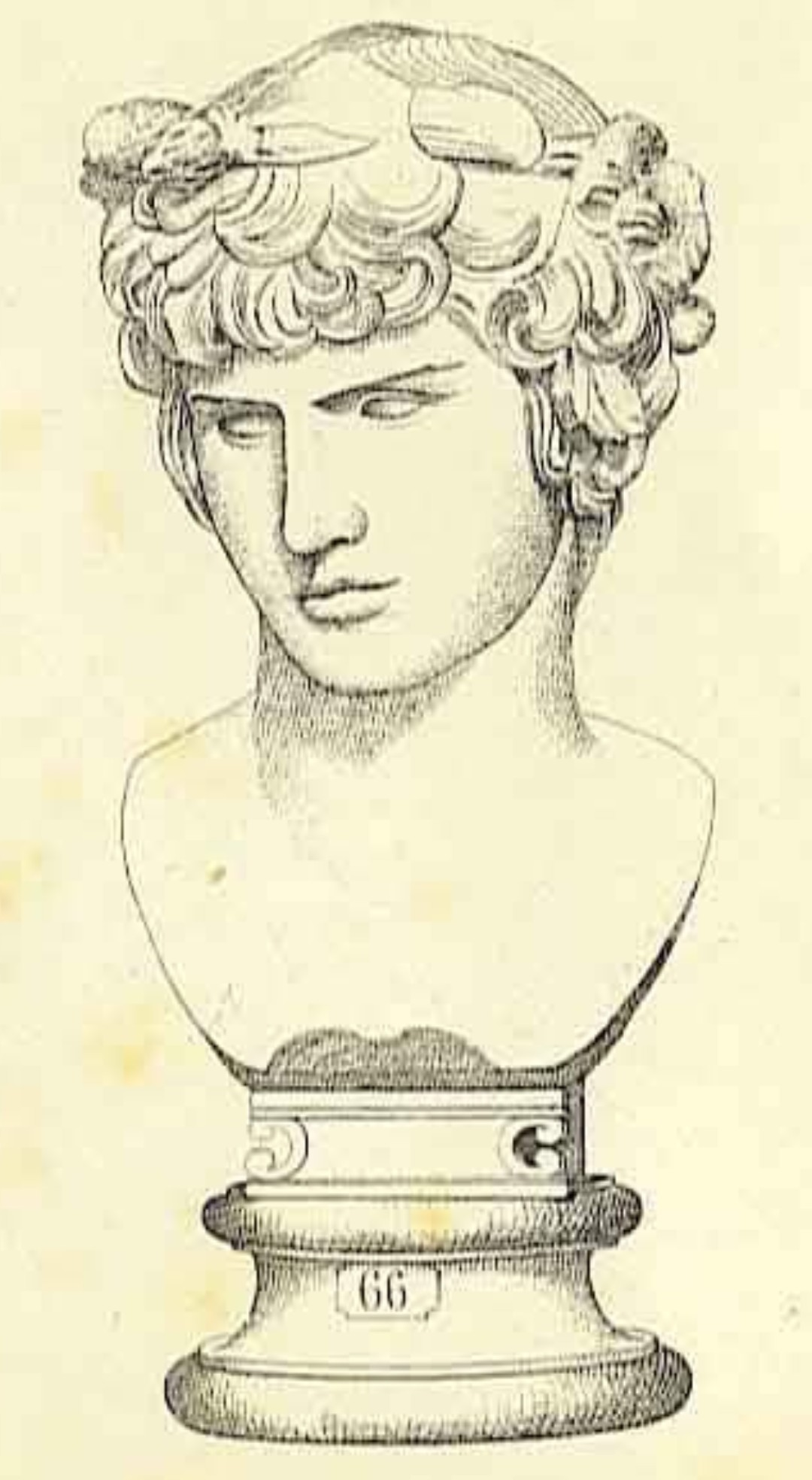

Бюст Антиноя-Диониса происходит из собрания английского антиквара и банкира Джона Лайда Брауна. Отражённая во многих каталогах информация о том, что он был найден Гэвином Гамильтоном при раскопках руин виллы Адриана в Тиволи, ошибочна. Путаница возникла с другой античной головой Антиноя, которая была приобретена у Гамильтона Иваном Шуваловым, а ныне хранится в Большом Гатчинском дворце. Лайд Браун приобрёл бюст Антиноя-Диониса у владельцев виллы Перетти-Монтальто-Негрони-Массимо. Потом он был куплен среди прочих предметов коллекции Брауна императрицей Екатериной II в 1783 или 1784 году. Бюст находился в Царском Селе: сначала, вероятно, в павильоне «Утренний зал» (опись 1787 года), а потом в «Концертном зале» (опись 1791 года). После открытия во второй половине XIX века Императорского музея бюст Антиноя-Диониса был перемещён в Новый Эрмитаж. В каталоге 1865 года, составленным директором Эрмитажа Степаном Гедеоновым, он фигурирует под номером 66.